# Alinula paradoxa
Alinula paradoxa là một loài thực vật có hoa trong họ Cói. Loài này được (Cherm.) Goetgh. & Vorster mô tả khoa học đầu tiên năm 1988.